# Spigelia tetraptera
Spigelia tetraptera là một loài thực vật có hoa trong họ Mã tiền. Loài này được Taub. miêu tả khoa học đầu tiên năm 1910.